# Dzikie pszczoły (film)
Dzikie pszczoły (cz. Divoké včely) – czeski komediodramat z 2001 roku w reżyserii Bohdana Slámy, będący jego pełnometrażowym debiutem. Film był oficjalnym kandydatem Czech do Oscara dla najlepszego filmu nieanglojęzycznego, ale ostatecznie nie otrzymał nominacji.

## Fabuła
Życie mieszkańców wioski na Morawach koncentruje się w miejscowym barze. Pracujący w lesie Kaja podkochuje się w Božce, właścicielce małego sklepu. Jej jednak podoba się przystojny Lada. W dniu, w którym ma się odbyć zabawa w remizie, do wioski niespodziewanie wraca brat Kai, Petr. Wychodzą na jaw utajone i zapomniane sprawy.

## Obsada
- Zdeněk Raušer – Kája
- Tatiana Vilhelmová – Božka
- Marek Daniel – Petr
- Vanda Hybnerová – Jana
- Pavel Liška – Laďa
- Eva Tauchenová – babcia
- Josef Polášek – Staňa
- Zuzana Kronerová – Lišajová
- Jaroslav Dušek – gajowy
- Cyril Drozda – ojciec
- Iveta Dušková – żona gajowego
- Marie Ludvíková – kelnerka w pubie
- Jan Brejla – Jeňa

## Produkcja
Zdjęcia kręcono w miejscowościach Jiříkov i Albrechtice (kraj morawsko-śląski) oraz Ondrášov (kraj ołomuniecki).